# Ivaté
Ivaté é um município do estado brasileiro do Paraná. Dista aproximadamente 644 quilômetros da capital do estado, Curitiba, e sua população, conforme estimativas do IBGE de 2020, era de 8 240 habitantes.

## Topônimo
"Ivaté" é um termo de origem tupi que significa "fruta verdadeira", através da junção dos termos  'ybá ("fruta") e eté ("verdadeiro").

## História
Toda a região do noroeste do estado brasileiro do Paraná era ocupada, até meados do século XX, pela etnia indígena dos xetás. Com os projetos de colonização da região levados a cabo a partir dessa época, os xetás foram praticamente exterminados, seja através da perda de suas terras, através de doenças trazidas pelos não índios ou através do assassínio puro e simples.
Entre as décadas de 1940 e 1950, surgiu um movimento migratório na região que determinou a criação de um povoado. A ocupação do território foi promovida pela Companhia Brasileira de Imigração e Colonização, que dava boas condições para a aquisição de terras aos migrantes. Com um povoamento estabelecido e o surgimento de fazendas que impulsionaram a economia cafeeira, a região contabilizou, na década de 1970, uma população local de 10 mil habitantes.
Desta maneira, o povoado foi elevado a categoria de distrito pertencente ao município de Umuarama e mais tarde, em 2 de maio de 1989, foi sancionada, pelo Governador Álvaro Dias, a Lei Estadual 8 970 que transformou o distrito em município, mantendo a denominação de Ivaté.

## Clima
Verões quentes com tendência de concentração das chuvas, com temperatura média de 22 °C. Invernos com geadas pouco frequentes e temperatura média de dezoito graus centígrados, sem estação seca definida.